# Tombe des Hescanas
La tombe des Hescanas (en italien Tomba degli Hescanas) est une tombe étrusque située dans la frazione Molinella de Porano proche de la ville d'Orvieto en Ombrie (Italie). 

## Histoire
Le nom de la tombe des Hescanas provient du nom de la famille Hescanas à qui elle appartenait. Un certain nombre d'inscriptions portant le nom de famille apparaissent dans le tombeau : Vel Hescanas sur une urne funéraire et Laris Hescanas, qui est représenté sur un char tiré par deux chevaux blancs à travers le monde souterrain étrusque.
Découverte en 1883, elle est datée de la deuxième moitié du IVe siècle av. J.-C.
La Tombe des Hescanas est la seule tombe décorée à fresque qui a été découverte dans toute la région surplombant la  ville antique de Volsinii. 
Quelques peintures étrusques peuvent y être vues in situ, d'autres ont été détachées et transférées, elles sont visibles au Musée archéologique national d'Orvieto.

## Description
Un long dromos mène à une tombe a camera de forme carrée dont le plafond à double pente reproduit la structure d'un toit en bois. 
Sur les  fresques, le défunt Laris Hescanas est représenté sur un bige se dirigeant vers le monde souterrain étrusque suivi par un cortège de personnages.
Bien que les décorations de peinture dans le tombeau des Hescanas soient artistiquement d'un niveau assez modeste, les motifs décoratifs symboliques avec les divinités ailées et les joueurs d'instruments donnent une idée de l'importance de cette famille d'un rang social et politique élevé.

## Sources
- Page d'information du site d'Orvieto